# 宿霧中國外交官槍擊案
宿霧中國外交官槍擊案，是指發生於2015年10月21日，在菲律賓宿霧市的一起槍擊案，兇手與被害者均為中華人民共和國駐菲律賓的外交官或家屬。

## 經過
10月21日當地時間下午一時三十分左右，中國駐菲律賓宿霧總領事宋榮華（1962年10月生），與包括兇嫌在內的一行九人，正在當地一間名叫「Light House」的餐廳包廂舉辦慶生宴。用餐即將結束時，彼此間忽然發生激烈爭執，兇嫌開槍射擊，導致副领事孙沈（音譯，Sun Shan）與财务部官员李辉（音譯，Li Hui）送醫後不治身亡，宋榮華重傷。
案發後，兇嫌李清亮（音译，Li Qingliang）與其妻郭静（音译，Guo Jing）回到領事館，隨即被當地警方帶走接受調查。由於郭靜案發時為簽證處工作人員，且根據中菲兩國間的豁免權協議，對外交官的豁免權及於家屬，中國政府已要求將兇嫌交還中國受審。